# Mariz e Barros (1866)
La corbeta encorazada a vapor Mariz e Barros fue un navío de la Armada del Imperio del Brasil que sirvió en la Guerra de la Triple Alianza. 

## Historia
Semejante al Herval, fue construida en Plymouth, Inglaterra, y bautizada Tritón. En 1866 fue adquirida por el gobierno brasileño y tras escalas en Isla Madeira y São Vicente (Cabo Verde) arribó a Brasil el 8 de julio de 1866 después de una travesía de 29 días.
El 19 de julio fue denominada Mariz e Barros, primera embarcación de la marina brasileña en llevar ese nombre en homenaje al capitán teniente Antônio Carlos de Mariz e Barros, comandante del encorazado Tamandaré muerto en combate el 27 de marzo de 1866 frente a la Fortaleza de Itapirú.
El 23 de julio de 1866 se incorporó en Bahía a la armada imperial al mando del capitán teniente Silvino José de Carvalho Rocha.
El Mariz e Barros era un buque impulsado por una máquina de vapor con una potencia de 100 HP que accionaban dos hélices y le permitían alcanzar una velocidad máxima de 9 nudos. 
Su eslora era de 57.95 m, manga de 10.98 m, puntal de 5.79 m y un calado de 2.88 m, con un desplazamiento de 1197 t. 
Montaba 2 cañones rayados de 70 y 2 de ánima lisa de a 68. 
Al mando del capitán teniente Augusto Neto de Mendonça zarpó rumbo al teatro de operaciones de la Guerra del Paraguay sumándose a la escuadra imperial concentrada en el fuerte capturado de Curuzú. Participó del infructuoso bombardeo que precedió a la Batalla de Curupayty (22 de septiembre de 1866). 
El 9 de diciembre de 1866 murió en combate el comandante Neto de Mendonça, haciéndose cargo del mando su segundo el teniente 1.º José Cándido Guillobel.

### Paso de Curupayty

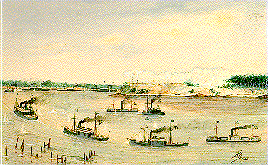
Pasaje de Curupayty

Tras la sangrienta batalla de Curupayty siguió un largo período de inactividad. 
El nuevo Ministro de Marina Afonso Celso de Assis Figueiredo dispuso el relevo del almirante Tamandaré y su reemplazo por el vicealmirante Joaquim José Inácio de Barros, futuro vizconde de Inhauma, mientras que el mariscal de Caxias era nombrado comandante en jefe del ejército y armada brasileños.
Bartolomé Mitre que se había visto obligado por las guerras civiles a ausentarse en febrero de 1867, se reintegró al frente el 1 de agosto Mitre y presionó para forzar el paso de Curupayty mientras el ejército cerraba el cerco por tierra. El almirante brasileño consideraba la operación en extremo arriesgada por temor a las baterías paraguayas e innecesaria por juzgar que el flanqueo y cerco terrestre serían suficientes. 
Mitre impuso finalmente su posición dejando al arbitrio del almirante la organización y ejecución de la operación. 
Inácio designó para forzar el pasaje a los encorazados Brasil (buque insignia), Tamandaré, Colombo, Mariz e Barros, Cabral, Barroso, Herval, Silvado y Lima Barros, llevando a remolque las chatas acorazadas Cuevas, Lindóia y Riachuelo. 
Una segunda división compuesta por las cañoneras Ipiranga, Yguatemy, Majé, Parnahyba, Beberibé y Recife, y las bombarderas Pedro Afonso y Forte de Coimbra ocuparían la posición inicial de los encorazados y bombardearían las baterías de Curupayty cubriendo el avance. 
En las primeras horas de la mañana del 15 de agosto de 1867, la segunda división inició el bombardeo, dejando caer sobre las fortificaciones de Curupayty 665 proyectiles de artillería pesada. A las 6:00 la división encabezada por el Brasil levó anclas y marchó aguas arriba sin preocuparse de las descargas de la artillería y fusilería paraguayas.
Las bajas y daños fueron escasos. El más afectado fue el Tamandaré cuando una bala perforó el condensador de su máquina dejándolo inerte frente a las baterías paraguayas.
Después de dos horas la división imperial había forzado exitosamente el paso y echaba anclas entre la fortaleza de Curupayty y la de Humaitá formando en dos líneas, la de vanguardia compuesta por el Silvado, Cabral, Lima Barros y Barroso y dando frente a Curupayty el Tamandaré, Colombo, Brasil, Herval y Mariz e Barros.

### Paso de Humaitá

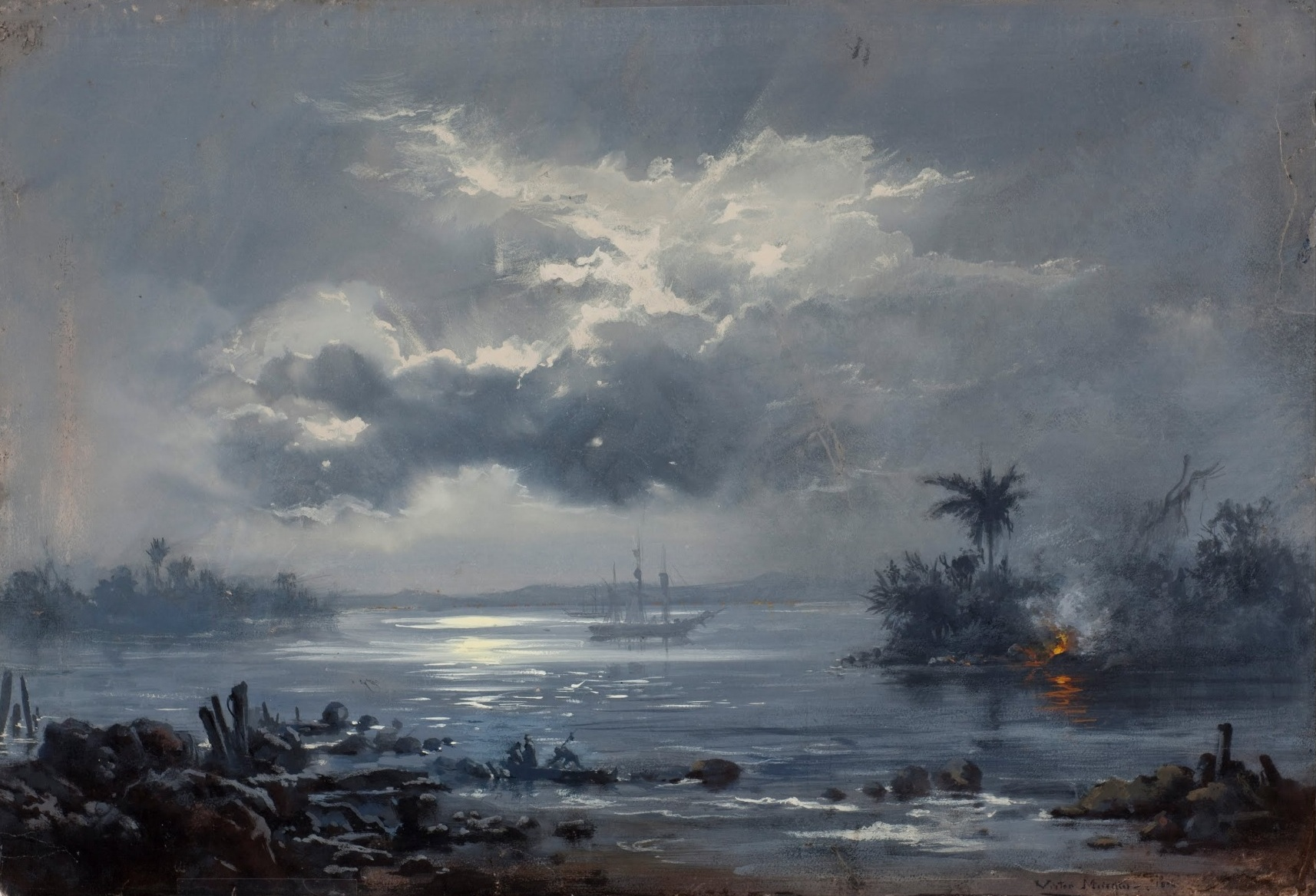
Pasaje de Humaitá

Tras el Paso de Curupayty (agosto de 1867) la escuadra aliada había quedado dividida. Entre el Fuerte de Curupayty y la Fortaleza de Humaitá permanecía la división de encorazados brasileños que había forzado el pasaje bombardeando sistemáticamente las posiciones enemigas y, sitiando Curupayty, el resto de la escuadra. 
La división avanzada mantenía su posición formando en dos líneas, la de vanguardia compuesta por el Silvado, Cabral, Lima Barros y Barroso y dando frente a Curupayty el Tamandaré, Colombo, Brasil, Herval y Mariz e Barros.
La partida de Bartolomé Mitre, principal impulsor del cruce, había prolongado la situación hasta que en febrero de 1868 el almirante Joaquim José Inácio de Barros recibió órdenes del ministro de marina Ouro Preto de forzar el pasaje de Humaitá.
Aprovechando la noche del 18 de febrero, integrando la 3.ª División Naval al mando del capitán de mar y guerra Delfim Carlos de Carvalho, futuro almirante y barón del Pasaje, junto a los monitores Pará, Rio Grande do Sul y Alagoas forzó el paso de Curupayty enfrentando durante una hora el fuego de los 22 cañones paraguayos que permanecían aún en esa posición 
A las 00:30 del 19 de febrero de 1868 se reunió con los restantes buques de la 3.ª División Naval para forzar el pasaje de Humaitá.
Mientras el grueso de la escuadra brasileña iniciaba un violento bombardeo de distracción sobre Humaitá, en combinación con un ataque sobre el Reducto Cierva, posición fortificada situada en la ribera opuesta que cruzaba sus fuegos con la de Humaitá, una división reducida al mando de Delfim Carlos de Carvalho inició el pasaje de Humaitá con los encorazados Barroso, Bahía (buque insignia) y Tamandaré que llevarían apareados a babor a los monitores Rio Grande,  Alagoas y Pará.
El pasaje se realizaría con éxito y escasos daños, confirmando como infundados los temores del mando brasileño y, tras el inmediato pasaje de los puntos fortificados en Timbó y Laurel, abriría el camino al bombardeo de Asunción. El historiador Joaquim Nabuco afirmaría que "El paso de Curupayty (15 de agosto de 1867), una serie de victorias parciales y, sobre todo, el gran suceso del paso de Humaitá, son como rayo de luz en esta larga noche de ansiedades".

### Acciones posteriores
Tras el conflicto sirvió al mando del capitán teniente José Pinto da Luz.
El 15 de enero de 1884 fue convertido en batería flotante estacionaria en defensa del Arsenal de Marina de Ladário (Mato Grosso).
El 23 de julio de 1897 fue dado de baja del servicio.